# Leptataspis discolor
Leptataspis discolor är en insektsart som först beskrevs av Jean Baptiste Boisduval 1835.  Leptataspis discolor ingår i släktet Leptataspis och familjen spottstritar. Inga underarter finns listade i Catalogue of Life.